# Anton Žlogar
Anton Žlogar (* 24. November 1977 in Izola, SFR Jugoslawien) ist ein slowenischer Fußballspieler. Der Mittelfeldspieler, der mit der slowenischen Nationalmannschaft an der Europameisterschaft 2000 teilnahm, spielt derzeit für Pordenone Calcio in Italien.

## Sportlicher Werdegang

### Vereinskarriere
Žlogar spielte in der Jugend für Belvedur Izola. Anfang der 1990er Jahre debütierte er für den Klub in der Slovenska Nogometna Liga. Bis 1996 lief er für den Klub erstklassig auf, nach dem Abstieg wechselte er innerhalb der Liga zu NK Primorje. Bei seinem neuen Klub etablierte er sich als regelmäßiger Torschütze und wurde mit der Mannschaft 1997 hinter Maribor Branik Vizemeister. Zudem zog die Mannschaft ins Pokalfinale ein, in dem sich der Meister nach einem 0:0-Remis im ersten Finalspiel durch Tore von Amir Karič, Viktor Pačo und Zvjezdan Ljubobratović im Rückspiel das Double sicherte. Auch im folgenden Jahr blieb Žlogar ohne Titelerfolg, im Pokalfinale scheiterte er mit seinem Klub an Rudar Velenje trotz eines 2:1-Hinspielerfolges nach Toren von Patrik Ipaveć und Borivoje Lučić bei einem Gegentreffer von Zoran Pavlovič durch Tore des zweifachen Torschützen Željko Vidojevič und Aleš Purg abermals mit einer 0:3-Endspielniederlage den Titelgewinn verpasste.
1998 zog Žlogar innerhalb der ersten slowenischen Liga weiter und unterschrieb einen Vertrag bei ND Gorica. Mit dem Landesmeister von 1996 verpasste er in seinen ersten beiden Jahren jeweils als Vizemeister hinter NK Maribor seine ersten Titelgewinne. In seinem dritten Jahr erzielte er für den Klub zwölf Tore, dennoch reichte er für seine Mannschaft nur zum siebten Platz. Jedoch erreichte er abermals das Pokalfinale. Gegen NK Olimpija Ljubljana trug er sich nach einer 0:1-Hinspielniederlage im Rückspiel in die Torschützenliste ein und feierte mit einem 4:2-Finalerfolg den Gewinn des Landespokals. Nach Saisonende wechselte er zum Finalgegner, bei dem er in den folgenden dreieinhalb Jahren als Stammspieler auflief. 2003 gewann er mit dem Klub zum zweiten Mal in seiner Karriere den Landespokal, da Publikum Celje durch ein 1:1-Heimremis und ein 2:2-Auswärtsunentschieden, bei dem er zu den Torschützen zählte, gemäß Auswärtstorregel bezwungen wurde.
In der Winterpause der Spielzeit 2004/05 verließ Žlogar sein Heimatland und wechselte nach Zypern. Seine erste Station war Enosis Neon Paralimni in der First Division, für den er anderthalb Spielzeiten auflief. Im Sommer 2006 wechselte er zu Anorthosis Famagusta. Während er mit dem Klub in der Liga auf dem dritten Platz landete, gewann er mit der Mannschaft gegen Omonia Nikosia den Landespokal. In der folgenden Spielzeit folgte der Meistertitel, als die Mannschaft in ihren 32 Saisonspielen ohne Niederlage blieb. Dennoch verließ er im Anschluss den Verein und wechselte innerhalb der Liga zu Omonia.

### Nationalmannschaft
Žlogar debütierte 2000 in der Nationalmannschaft. Im Sommer des Jahres berief ihn Nationaltrainer Srečko Katanec neben etlichen Legionären als einen von sechs in seinem Heimatland aktiven Spielern neben Marko Simeunovič, Marinko Galič, Amir Karič, Milan Osterc und Dejan Nemec in den Kader für die Europameisterschaft in Belgien und den Niederlanden. Bei den Spielen gegen Jugoslawien, Spanien und Norwegen kam er nicht zum Einsatz und konnte das Ausscheiden nach Ende der Vorrunde nicht Verhindern. In den folgenden Jahren gehörte er regelmäßig zum Nationalmannschaftskader, eine erneute Turnierteilnahme misslang. Im Laufe des Jahres 2008 verlor er seinen Stammplatz in der Auswahlmannschaft.